# 4083 Jody
4083 Jody eller 1985 CV är en asteroid i huvudbältet som upptäcktes den 12 februari 1985 av den amerikanska astronomen Carolyn S. Shoemaker vid Palomar-observatoriet. Den är uppkallad efter Joan D. Swann.
Asteroiden har en diameter på ungefär 9 kilometer.